# Sensation Seeking
Sensation Seeking beschreibt ein mehrdimensionales, relativ stabiles Persönlichkeitsmerkmal, das durch die Verhaltenstendenz charakterisiert ist, abwechslungsreiche, neue, komplexe und intensive Eindrücke (sensation englisch = Sinneseindruck, Empfindung), Erlebnisse und Erfahrungen zu machen und Situationen aufzusuchen und hierfür oft (aber nicht notwendigerweise) physische, psychische oder soziale Herausforderungen oder Risiken auf sich zu nehmen. Es handelt sich beim Sensation-Seeking um ein physiologisch begründetes Konstrukt, das auf Marvin Zuckerman (1964) zurückgeht.

## Merkmale
Sensation-Seeking ist nicht notwendigerweise mit gefährlichen Aktivitäten oder Verhaltensweisen verbunden (J. Arnett, 1994) und kann auch bei eher vorsichtigen, risiko-vermeidenden Menschen ausgeprägt sein (→ „Experience Seeking“). Das forschungsmäßig eher naturwissenschaftlich ausgerichtete Sensation-Seeking ist von dem vorrangig geisteswissenschaftlich/psychologisch ausgerichteten Thrill-Seeking mit dem Schwerpunkt auf wagnishaltigem, oft grenzüberschreitendem Handeln zu unterscheiden.
Man geht davon aus, dass es für jeden Menschen ein optimales Erregungsniveau gibt. Über das Aufsuchen oder Vermeiden von stimulierenden Reizen kann die Erregung reguliert werden. Dabei suchen Menschen mit einem geringen initialen Erregungsniveau eher an-/aufregende Reize und werden somit als Sensation-Seeker bezeichnet. Diese Menschen suchen ständig neue Reize, um den gewünschten Pegel einer Stimulierung halten zu können. Mittels psychologischer Tests kann diese Eigenschaft durch die sogenannte Sensation Seeking Scale (SSS-V, M. Zuckerman u. a. (1964); AISS, J. Arnett (1994); BSSS, R.H. Hoyle u. a. (2002); NISS, P. Hammelstein (2004)) bewertet werden.
Der Begriff „Sensation-Seeking“ teilt sich in vier weitere Punkte auf:
- „Thrill and adventure seeking“ (TAS): Körperlich riskante Aktivitäten,
- „Experience seeking“ (ES): Neue Erlebnisse und Erfahrungen, persönliche Entwicklung, unkonventioneller Lebensstil (Reisen, Musik, Drogen, Selbsterfahrung, fremde Kulturen, kognitive, sensorische oder emotionale Stimulationen),
- „Disinhibition (deutsch: ‚Enthemmung‘) seeking“ (DIS): Abwechslung durch soziale Stimulation (Party, Promiskuität, soziales Trinken),
- „Boredom susceptibility“ (deutsch: Anfälligkeit für Langeweile), (BS): Abneigung gegenüber Routine und Langeweile und Neigung zur Unruhe, wenn die Umwelt keine Abwechslung mehr bietet.

Zwillingsstudien zufolge lassen sich im Durchschnitt ca. 70 % der interindividuellen Unterschiede bezüglich des optimalen Erregungsniveaus durch genetische Varianz erklären, die restlichen 30 % werden auf Umwelteinflüsse zurückgeführt. Besonders ausgeprägt ist die ständige Suche nach Abwechslung bei jüngeren Menschen im Alter von 20 bis 25 Jahren. Des Weiteren neigen Männer eher als Frauen zu „Sensation Seeking“.
Untersuchungen anhand von Spielfilmen weisen nach, dass Zuschauer Filme positiver bewerten, wenn sie Spannung und Aufregung erleben (= „Suspense-Effekt“, Huth 1978). Rezipienten haben bei Horror- und Erotikfilmen offenbar eine gesteigerte Blutflussgeschwindigkeit, die auf eine erhöhte Erregung hindeutet.
In einer Untersuchung mittels funktioneller Magnetresonanztomographie (fMRT) konnte anhand einer größeren Stichprobe (188 Personen) gezeigt werden, dass bestimmte Gehirnregionen unter Risikoentscheidungen bei Thrill- und Adventure Seekern im Vergleich mit weniger risikobereiten Personen andere Aktivierungsmuster zeigen (Kruschwitz u. a. 2011). Die gefundenen neuronalen Unterschiede legen für Thrill und Adventure Seeker einen Mechanismus im Gehirn nahe, bei dem die neuronalen Signale eines potenziellen Gewinns unter Risiko (z. B. ein potenzieller Gewinn von 100 Euro beim Glücksspiel) den Einfluss der neuronalen Antwort für einen potenziellen Verlust (z. B. Verlust von 100 Euro beim Glücksspiel) aufheben bzw. abwerten und somit im Verhalten zu risikoreichen Entscheidungen führen (z. B. Entscheidung, am Glücksspiel teilzunehmen).

## Sensation Seeking in der Gesundheitspsychologie
Das Konzept Sensation Seeking ist ebenfalls in Hinblick auf Gesundheitspsychologie, Rehabilitation sowie Physiotherapie relevant. Gesundheitspsychologisch betrachtet scheint das Konzept des Sensation-Seeking in Verbindung mit gesundheitlichem Risikoverhalten zu stehen. Untersuchungen zeigten unter anderem Zusammenhänge zwischen hohen Sensation-Seeking-Werten und dem Konsum von Zigaretten, Drogen, übermäßigem Alkoholgenuss, überschnellem Autofahren, riskanterem Fahrstil, häufigerem Fahren mit Intoxikation, riskanten Sexualpraktiken sowie riskanten Sportarten. Risikosportler hatten im Vergleich höhere Sensation-Seeking-Werte als Nichtrisikosportler. Neben dem Sensation-Seeking sind Selbstwirksamkeitserwartung und persönliche Risikobewertung entscheidende Faktoren zur Ausübung von Risikosportarten.
Hohe Sensation-Seeking-Werte haben jedoch auch positive Auswirkungen auf die Gesundheit. Eine belgische Studie zeigte, dass die Testpersonen signifikant weniger Stressbelastungen hatten. Experten nehmen an, dass High Sensation Seeker eventuell über Formen der Belastungsbewältigung verfügen, die protektive Zwecke erfüllen könnten. Risikosportarten stehen im Zusammenhang mit hohen Sensation-Seeking-Werten und scheinen einen positiven Einfluss auf die physische, emotionale und psychosoziale Gesundheit sowie Selbstwirksamkeit zu haben. Zudem scheinen Menschen mit höheren Sensation-Seeking-Werten physisch aktiver zu sein, einen erhöhten Energieumsatz zu haben und häufiger sportlichen Aktivitäten nachzugehen. Auch die Rückkehr zur Arbeit nach einer Verletzung des Rückenmarks scheint bei diesen Menschen wahrscheinlicher zu sein.

## Sensation Seeking in der Psychotherapie
In der psychotherapeutischen Behandlung könnten sich Patienten mit höheren Sensation-Seeking-Werten selbstwirksam aufgeschlossen gegenüber Neuem und aktivitätsfreudig präsentieren. Diese Voraussetzungen könnten für eine erfolgreiche Therapie förderlich sein. Gleichzeitig könnten Patienten mit höheren Sensation-Seeking-Werten auch zur Gruppe der Patienten gehören, die eher „gebremst“ werden müssen, um sich möglicherweise nicht zu früh zu stark zu fordern. Da hohe Sensation-Seeking-Werte sowohl positive als auch negative Auswirkungen auf die Gesundheit haben können, sollte der Therapeut deren Ausprägung individuell betrachten. Da es keinen auf die Psychotherapie angepassten, frei verfügbaren Fragebogen gibt, ist der Therapeut in seiner Beobachtungsgabe gefordert. Ein Patient, der häufig voller Begeisterung von extremen Erlebnissen oder Hobbys berichtet, Abwechslung in der Therapie einfordert und risikofreudige Verhaltensweisen (z. B. zu frühes Belasten, Nichteinhalten der Vorgaben) zeigt, könnte höhere Ausprägungen von Sensation-Seeking haben. Für solche Patienten könnte es in der Praxis sinnvoll sein, das individuelle Risiko und dessen Bewertung zu thematisieren. Für einige High Sensation Seeker scheint die Risikobewertung ein Teil der Reizgebung zu sein. Diese Personen werden von Aktivitäten mit subjektiv höher wahrgenommenem Risiko angezogen. Andere High Sensation Seeker scheinen potenzielle Risiken eher geringer einzuschätzen. In Kombination mit höheren Werten in der Selbstwirksamkeit begeben sie sich dadurch eventuell eher in gefährliche Situationen.
Da das Risiko selbst eine gewisse Attraktivität besitzen kann, kann ein Psychotherapeut über die Folgen risikobehafteten Verhaltens informieren. Dies sollte nicht über klassische Risikoaufklärung, sondern eher über „Handlungs-Ergebnis-Erwartungen“, sogenannte „Wenn dann“-Szenarien, geschehen. Diese machen die Konsequenzen bei Risikoeintritt für den Einzelnen deutlicher und betonen weniger die Gefährlichkeit des Verhaltens als solches. Da Menschen mit hohen Sensation-Seeking-Werten auf der Suche nach spannenden, neuen, intensiven, komplexen Erlebnissen sind, könnte es sinnvoll sein, gemeinsam mit dem Patienten andere Aktivitäten zu finden (z. B. eine neue spannende Sportart mit geringerem Verletzungsrisiko), die diese Bedürfnisse bei niedrigerem Wiederverletzungsrisiko befriedigen.
Auch ein besserer Schutz beim Sport durch Schutzkleidung (z. B. Rückenprotektor beim Mountainbiken oder Prallschutzweste beim Windsurfen) könnte das Verletzungsrisiko bei gleichbleibender Sportart reduzieren. Bringen sich Patienten durch auffällige Neigung zu Risikosituationen überdurchschnittlich häufig oder stark in Gefahr, sollte man eventuell auch eine psychotherapeutische Intervention in Betracht ziehen. Gelingt es in der Therapie, die Risikobereitschaft bzw. die Risikobewertung anzupassen, kann dies das (Wieder-)Verletzungsrisiko reduzieren. Gleichzeitig können die eher förderlichen psychologischen Elemente wie Selbstwirksamkeit, Aufgeschlossenheit und höheres körperliches Aktivitätslevel bestehen bleiben und genutzt werden.